# MVRDV
MVRDV — нидерландское архитектурное бюро.
Фирма была основана в 1993 году Вини Маасом и его знакомыми по прежним местам работы Я. ван Рийсом и Н. де Фриз. Название образовано от инициалов компаньонов.
Уже в 1990-е годы фирма отметилась несколькими зданиями — офисом радиовещательной компании VPRO, домом в Утрехте и домом престарелых WOZOCO. Ей поручили строить голландский павильон на Expo 2000. После этого MVRDV создало проекты нескольких жилых домов, культурных (например, библиотеку в Спейкениссе) и других зданий. В 2014 году по проекту бюро MVRDV было завершено строительство Марктхала в Роттердаме, сочетающего в себе крытый рынок, офисное и жилое здания. 
Бюро также занималось и градостроительством. Основные его достижения в этой области связаны с экономией ресурсов, энергонезависимостью и уплотнением застройки.

## Галерея

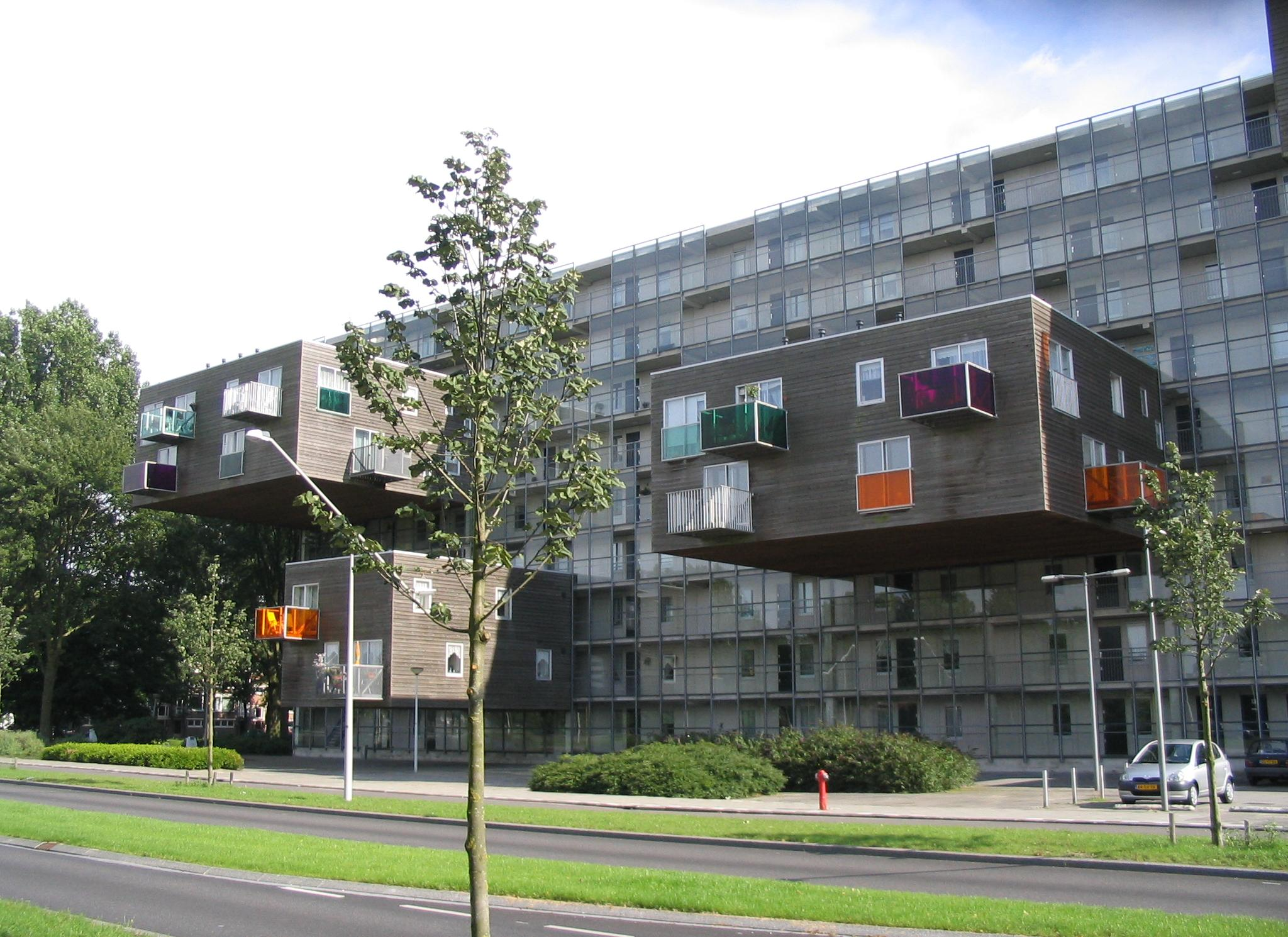
WOZOCO, Амстердам, 1997
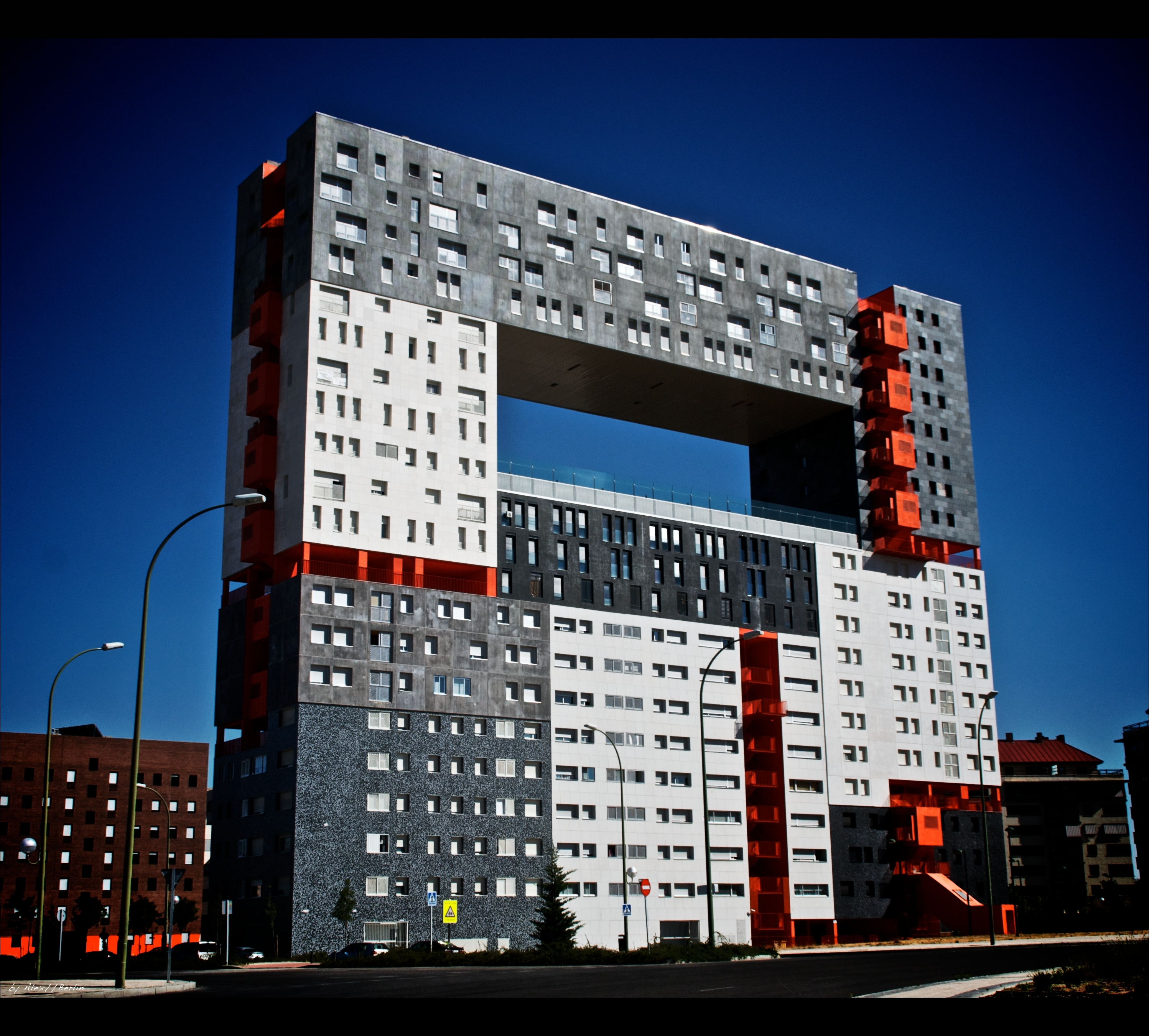
Mirador, Мадрид, 2005
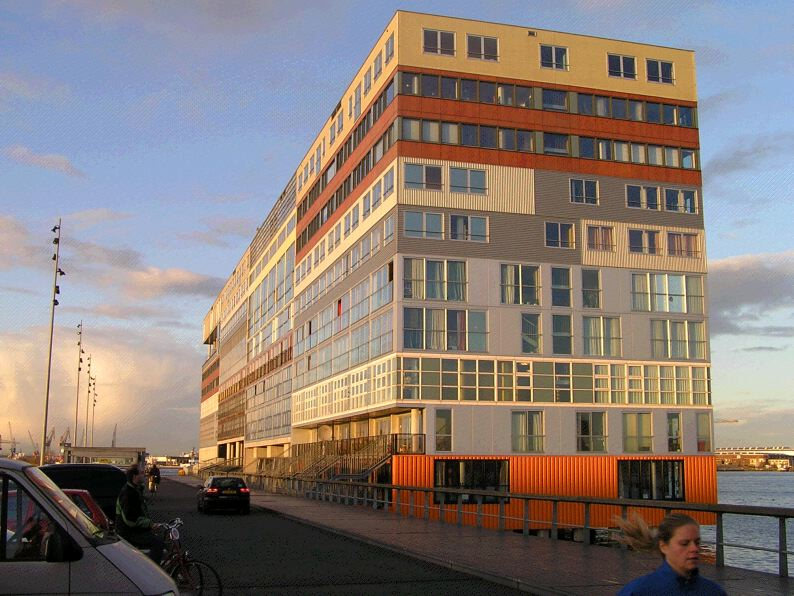
Silodam, Амстердам, 2002
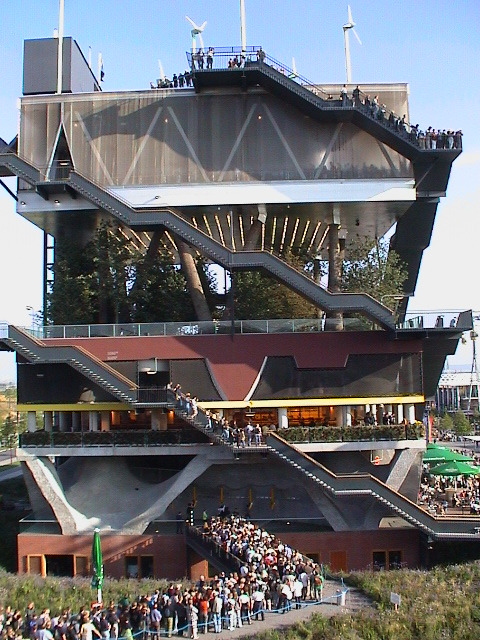
Экспо-2000, Ганновер, 2000